# Campañas de Azov
Las campañas de Azov de 1695-1696 (en ruso: Азовские походы, Azóvskiye Pojody) fueron dos campañas militares rusas durante la guerra ruso-turca (1686-1700), lideradas por Pedro I de Rusia y destinadas a capturar la fortaleza turca de Azov (con una guarnición de 7000 hombres), que había estado bloqueando el acceso de Rusia al mar de Azov y al mar Negro. Pedro I de Rusia consigue una gran victoria en Azon tomando la fortaleza y permitiendo tener salida al Mar Negro.

## Primera campaña
La primera campaña de Azov comenzó en la primavera de 1695. Pedro el Grande ordenó a su ejército (de 31 000 hombres y 170 cañones) avanzar hacia Azov. El ejército estaba compuesto por regimientos de demolición y los cosacos de Don y estaba dividido en tres unidades bajo el mando de Franz Lefort, Patrick Gordon y Avtonom Golovín. Los suministros fueron enviados por el río Don desde la ciudad de Vorónezh. En 1693, la guarnición otomana de la fortaleza era de 3656 hombres, de los que 2272 eran jenízaros. Entre el 27 de junio y el 5 de julio, los rusos bloquearon por tierra Azov pero no pudieron controlar el río y evitar el reabastecimiento. Después de dos ataques fallidos el 5 de agosto y el 25 de septiembre, el asedio se levantó el 1 de octubre.
Otro ejército ruso (120 000 hombres, en su mayoría caballería, streltsí, cosacos ucranianos y calmucos) al mando de Borís Sheremétev se dirigió a los confines del bajo Dniéper para tomar los fuertes otomanos allí y llamar la atención del Janato de Crimea. La fortaleza principal en Gazi-Kerman fue tomada cuando explotó su polvorín, así como las de Islam-Kerman, Tagan y Tavan, pero los rusos no pudieron mantener el área y retiraron la mayoría de sus fuerzas. (Por el Tratado de Constantinopla, los rusos que permanecieron en la zona serán retirados y el Bajo Dniéper fue declarado zona desmilitarizada.)

## Segunda campaña
A finales de 1695, los rusos comenzaron a prepararse para la segunda campaña de Azov. En la primavera de 1696, habían construido una flota de barcos para bloquear los refuerzos turcos para la guarnición. La caballería bajo el mando de Sheremétev (hasta 70 000 hombres) fue enviada nuevamente a los confines del Dniéper. Del 23 al 26 de abril, las fuerzas principales (unos 750 000 hombres) bajo el mando de Alekséi Shéin comenzaron a avanzar hacia Azov por tierra y agua (los ríos Vorónezh y Don). Pedro I y su flota de galeras partieron hacia Azov el 3 de mayo. El 27 de mayo, la flota rusa (dos naves de línea, cuatro brulotes, 23 galeras y naves varias, construidas en Vorónezh y en lugares cercanos) bajo el mando de Lefort llegaron al mar y bloquearon a Azov. El 14 de junio, la flota turca (23 barcos con 4000 hombres) apareció en la desembocadura del Don. Sin embargo, se fue después de haber perdido dos naves en combate. Después de un bombardeo masivo desde tierra y mar y la toma de la muralla externa de la fortaleza por parte de los cosacos ucranianos y del Don, el 17 de julio, la guarnición de Azov se rindió el 19 de julio.

## Consecuencias
Las campañas de Azov mostraron la importancia de tener una flota y marcaron el comienzo de que Rusia se convirtiera en una potencia marítima. El éxito de Rusia en Azov fortaleció sus posiciones durante el Congreso de Karlowitz de 1698-1699 y favoreció la firma del Tratado de Constantinopla en 1700. Dado que el puerto de Azov no era conveniente para alojar a una flota militar, el zar seleccionó otro sitio más apropiado el 27 de julio de 1696 , en el cabo Tagan-Rog             (Taganrog). El 12 de septiembre de 1698, se fundó Taganrog allí, que se convirtió en la primera base militar de la Armada rusa.
Aunque la campaña fue un éxito, fue evidente para Pedro I de Rusia que solo lograba resultados parciales, ya que su flota estaba embotellada en el mar de Azov debido al control de Crimea y del Imperio otomano del estrecho de Kerch. Era necesaria una armada regular y especialistas que pudieran construir y navegar en barcos militares para resistir los ataques otomanos. El 20 de octubre de 1696, la Duma boyarda decretó la creación de la Armada Imperial Rusa regular; esta fecha se considera la fecha de nacimiento de la Armada rusa. El primer programa de construcción naval consistió en 52 buques.
En 1697, un embajador ruso presente en la corte safávida planteó un problema al entregar una nota que estipulaba que «lezguinos, circasianos y otras tribus caucásicas, ostensiblemente súbditos persas», habían brindado asistencia a los otomanos durante las campañas de Azov. El informe también incluía la solicitud de declarar la guerra a los otomanos, así como de devolver unos 300 000 tomanes a los rusos, que según el informe se le debían al zar «desde los días del shah Safi» (r. 1629-1642).